# Eleccions presidencials del Brasil de 2006
Les eleccions presidencials del Brasil de 2006 es van celebrar al Brasil en dues voltes. La primera va tenir lloc l'1 d'octubre de 2006, i la segona el 29 d'octubre de 2006, totes dues en diumenge. Eren les cinquenes eleccions presidencials del país després de la promulgació de la Constitució Federal de 1988. Luiz Inácio Lula da Silva fou reelegit president de la República.